# Corscia
Corscia (en cors Corscia) és un municipi francès, situat a la regió de Còrsega, al departament d'Alta Còrsega. L'any 1999 tenia 155 habitants.

## Demografia
| 1962 | 1968 | 1975 | 1982 | 1990 | 1999 |
| ---- | ---- | ---- | ---- | ---- | ---- |
| 254  | 290  | 276  | 260  | 156  | 155  |

## Administració
| Període   | Identitat         | Partit | Qualitat |  |
| --------- | ----------------- | ------ | -------- |  |
| 2001-2008 | Achille Santucci  |        |          |  |
| 2008-     | Marie-Josée Costa |        |          |  |